# Amori & segreti
Amori & segreti è un film del 1998, opera prima della regista statunitense Theresa Connelly, autrice anche del soggetto e della sceneggiatura.
Presentato fuori concorso al Festival di Berlino, al Sundance Film Festival e al Tokyo Film Festival.

## Trama
Un piccolo estratto dalla vita di una famiglia polacca (i Pszoniak) che vive a Detroit.
Bolek è il capofamiglia, fa il panettiere e ha ignorato a lungo il fatto che sua moglie lo tradisca con il ricco Roman. Ma anche la giovane Hala, quarta di cinque figli, gli darà una brutta sorpresa quando gli dirà di essere incinta di un giovane poliziotto che, oltre tutto, non è nemmeno polacco...
Dopo passaggi burrascosi la storia approda ad un lieto fine complessivo.